# V+
O V+TVI é um canal de televisão português pago de tipo generalista que foi lançado às 18 horas do dia 9 de agosto de 2024. Está disponível nos pacotes básicos das operadoras de telecomunicações MEO, NOS, Vodafone, Nowo e Digi. O canal é também difundido internacionalmente na televisão por assinatura na Europa. Pertence ao conglomerado de comunicação português Media Capital. 
O projeto é liderado por Hugo Andrade, ex-diretor de programas da RTP1 e RTP Memória e atual diretor-adjunto da TVI.

## História
Em junho de 2024, a imprensa revela que a Media Capital tenciona extinguir a TVI Ficção e substituí-la por um novo canal para competir com a CMTV, canal generalista da Medialivre conhecido pela sua aposta em informação sensacionalista, criminal e desportiva. Esta notícia surge poucas semanas depois do início de emissões do News Now, um canal da Medialivre que é um concorrente direto da CNN Portugal, da Media Capital.
O objetivo do novo canal da TVI é atrair um público mais adulto e masculino, além do público-alvo da TVI Ficção.
Em julho do mesmo ano, é revelado que a responsabilidade pelos conteúdos e pela programação será de Hugo Andrade que trabalhará em estreita articulação com o diretor-geral da TVI, José Eduardo Moniz. Além disso, no que toca à componente informativa, à semelhança do que já acontece com a TVI e com a CNN Portugal, a liderança será de Nuno Santos.
A 1 de agosto de 2024, a TVI arranca a promoção do novo canal, oficializa o nome V+TVI e confirma a estreia para 9 de agosto de 2024. A emissão do canal iniciar-se às 18h, com cinco horas do programa futebolístico V+ Futebol, dividido em diferentes espaços.
O canal continua com as reposições da telenovela juvenil Morangos Com Açúcar e da série Inspetor Max, que já eram emitidas pela TVI Ficção desde 2016 e 2012, respetivamente. Em 2024 e 2025, o canal também contou com a exibição da telenovela de comédia Festa é Festa. Reexibe igualmente o programa A Sentença.
A partir da época 2025/2026 da Liga Portugal Betclic, o V+TVI irá transmitir 13 jogos do Moreirense em casa, sendo que a TVI irá transmitir os restantes jogos contra os grandes clubes (Sporting, Benfica, FC Porto e SC Braga). 

## Direção[6][7]
| Cargo                       | Diretor                                                   |
| --------------------------- | --------------------------------------------------------- |
| Diretor Geral               | José Eduardo Moniz                                        |
| Diretor de Programas        | Hugo Andrade                                              |
| Diretores Adjuntos          | Ana Rita Clara                                            |
| Diretores Adjuntos          | João Ricardo Pateiro                                      |
| Diretor de Informação       | Nuno Santos                                               |
| Sub Diretores de Informação | Raquel Matos Cruz, Paula Oliveira e Joaquim Sousa Martins |

## Apresentadores

### Atuais Apresentadores
| Apresentador          | Anos            |
| --------------------- | --------------- |
| José Lopes            | 2024 - presente |
| Merche Romero         | 2024 - presente |
| Ana Rita Clara        | 2024 - presente |
| Adriano Silva Martins | 2024 - presente |
| Susana Dias Ramos     | 2024 - presente |
| João Patrício         | 2024 - presente |
| João Montez           | 2024 - presente |
| Susana Pinto          | 2025 - presente |

### Antigos Apresentadores
| Apresentador  | Anos |
| ------------- | ---- |
| Inga Martín   | 2024 |
| Dina Oliveira | 2024 |

## Jornalistas
| Jornalista                | Anos            |
| ------------------------- | --------------- |
| Joaquim Sousa Martins     | 2024 - presente |
| João Ricardo Pateiro      | 2024 - presente |
| José Gabriel Quaresma     | 2024 - presente |
| Frederico Mendes Oliveira | 2024 - presente |
| Andreia Marques           | 2024 - presente |
| Sofia Oliveira            | 2024 - presente |
| Tomás da Cunha            | 2024 - presente |
| João Pedro Óca            | 2024 - presente |